# D'banj
D'banj, pseudonimo di Oladapo Daniel Oyebanjo (Zaria, 9 giugno 1980), è un cantante nigeriano.
Ha vinto diversi premi, tra cui quello di "Best African Act" agli MTV Europe Music Awards 2007, "artista dell'anno" agli MTV Africa Music Awards 2009, "miglior artista internazionale" ai BET Awards 2011 e "miglior artista africano" ai World Music Awards 2014.
In Europa è conosciuto soprattutto per il singolo Oliver Twist, datato 2012.

## Discografia

### Album in studio
- 2005 – No Long Thing
- 2006 – RunDown Funk U Up
- 2008 – The Entertainer

### Raccolte
- 2007 – Curriculum Vitae
- 2013 – D'Kings Men